# Гренквист, Роман Андреевич
Роман (Рейнгольд) Андреевич Гренквист (29 декабря 1832, Гельсингфорс — 8 декабря 1890, Николаев, Николаевское военное губернаторство) — контр-адмирал, участник Восточной (Крымской) войны (1853—1856), военный губернатор Николаева.

## Биография
На морской службе с 1850 (гардемарином), офицером с 1852. Офицер Балтийского флота, где плавал на кораблях «Сысой Великий», «Финланд» и «Андрей».
В 1854 на корабле «Андрей» находился при защите крепости Свеаборг от нападения англо-французского флота. В 1855 на отряде канонерских лодок был при защите той же крепости.
В 1856 году командовал винтовой лодкой «Пламя» между Петербургом и Кронштадтом. В кампанию 1857 года на учебно-артиллерийском корабле «Прохор» крейсировал в Финском заливе. 28 сентября 1858 года произ-веден в лейтенанты. В 1858-1859 годах на винтовых лодках «Хват», «Меч» и «Треск» плавал между Санкт-Петербургом и Кронштадтом. 19 октября 1859 года переведен в 15-й флотский экипаж. В 1860 году на винтовой лодке «Леший» занимал брандвахтенный пост на свеаборгском рейде. В 1861 году на винтовом фрегате «Пересвет» перешел из Архангельска в Кронштадт. В 1862 году на винтовом транспорте «Красная горка» перешел из Кронштадта в Архангельск и обратно. 31 января 1863 года зачислен в 4-й флотский экипаж.
В 1863—1864 на фрегате «Пересвет» в составе эскадры под командованием контр-адмирала С. С. Лесовского участвовал в Американской экспедиции. В 1865 году награжден орденом Св. Анны III степени.
В 1865-1866 годах на клипере «Жемчуг» и корвете «Баян» крейсировал в Балтийском море.  В 1867—1869 командовал винтовыми лодками «Шалун» и «Ведьма» в финляндских шхерах. Командуя винтовой лодкой «Шалун», в июне 1868 года потерпел кораблекрушение между Стирсудденом и Бьеорэ-Зундом. 20 апреля 1869 года произведен в капитан-лейтенанты. В 1870-1872 годах старший офицер броненосного фрегата «Князь Пожарский». В 1873-1875 годах командовал клипером «Алмаз» в Балтийском море. В 1876 году награжден орденом Св. Анны II степени.
1 января 1877 года произведен в капитаны 2-го ранга. 1 января 1881 года произведен в капитаны 1-го ранга. В 1877-1882 годах командовал корветом «Боярин» и клипером «Опричник» в Балтийском море. В 1886 году награжден орденом Св. Владимира III степени.
28 декабря 1887 года произведен в контр-адмиралы с назначением капитаном Николаевского порта.
С 5 июля по 7 декабря 1890 года контр-адмирал Р. А. Гренквист занимал должность «временно исполняющего делами» Главного командира Черноморского флота и портов Севастополя и Николаева. Принимал активное участие в организации постройки в Николаеве эскадренного броненосца «Двенадцать Апостолов», спущенного на воду 30 августа (13 сентября) 1890 года.
Скончался 8 декабря 1890 года. в Николаеве.

## Семья
Отец: Андреас Густав Гренквист (1789—1834) — коллежский асессор, мать: Мария Каролина фон Бургхаузен (1800—1868).
Братья:
- Моритц Андреевич (Моритц Готтхард) Гренквист (1826 Свеаборг — 1896 Вышний Волочек), служил в российской армии в чине подполковника.
- Густав Роберт Гренквист (1830 Свеаборг-?) был пехотным капитаном.